# Верхний Чарухчи
Верхний Чарухчи (тур. Yukarı Çarıkçı) — село в турецком иле Ыгдыр.

## География
Деревня Верхний Чарухчи расположена в 10 км верстах к западу от города Ыгдыр.

## Население
Население — 742 жителей (2019). В 1886 году — 205 жителей.